# Kanopus (ägyptische Mythologie)

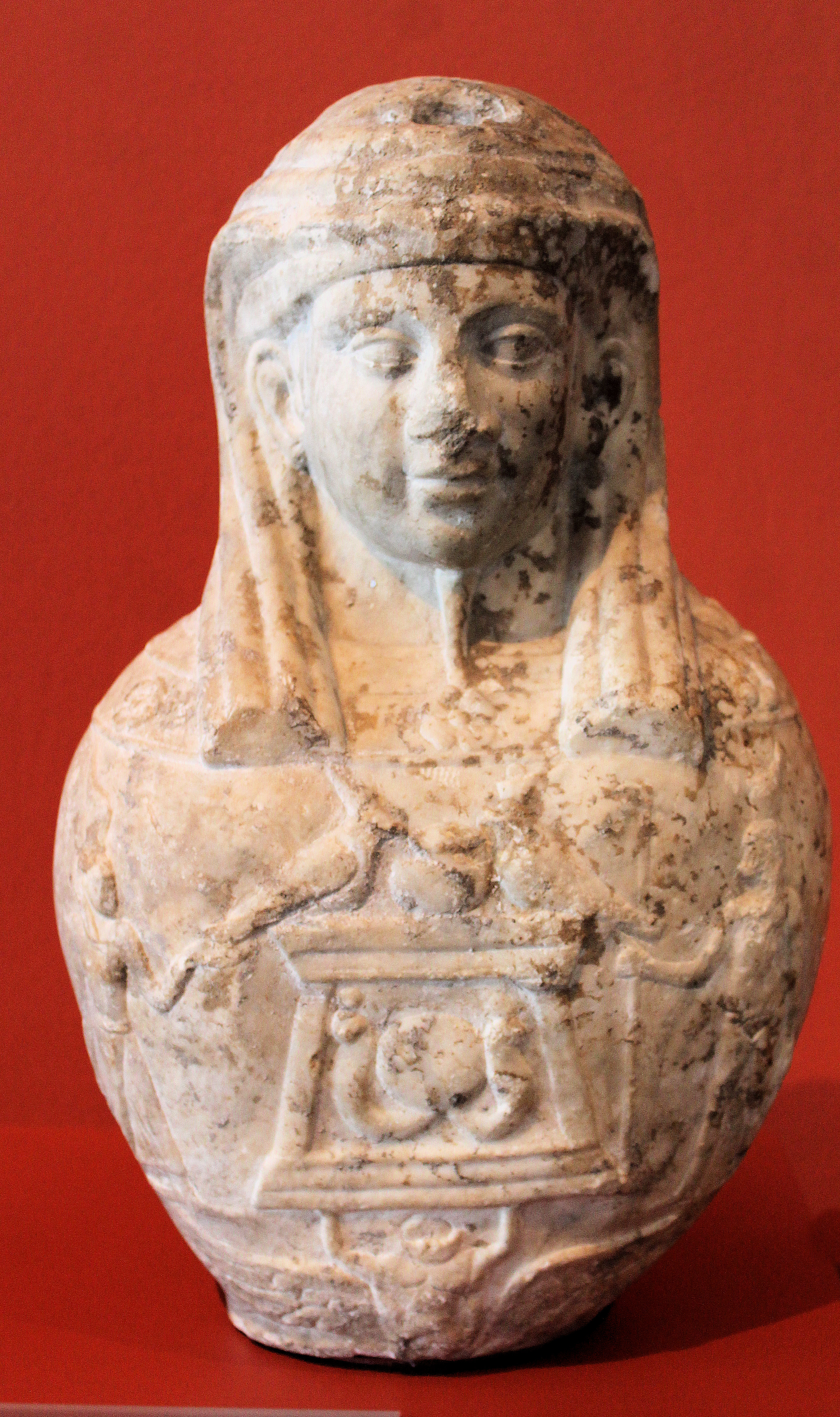
Der Gott Kanopus

Kanopus ist der lateinische Name eines Admirals der mythologischen Flotte, die Isis und Osiris nach Indien brachte. Anderen Berichten zufolge ist es der Name eines Schiffes, das die beiden Götter zur Zeit einer großen Überschwemmung trug.
Die Griechen kennen nach Homer einen Kanopus (Kanobos) als Steuermann des Menelaos.  Dieser kam durch tragische Umstände ums Leben und wurde in Per-Geuti (dem heutigen Abukir) beigesetzt, wo er dann in Gestalt eines Kruges verehrt wurde. Nach ihm benannten die Griechen angeblich die Stadt in Ägypten Kanopus.
Später wurde Kanopus mit Osiris verschmolzen und wurde als Krug oder eiförmiges Objekt mit menschlichem Kopf dargestellt. Seine Gemahlin war die Göttin Menuthis, eine Lokalform der Isis. In der Folge wurden in der Ägyptologie alle derartigen Gefäße als Kanopen bezeichnet.